# Grottes de Saint-Marcel
Les Grottes de Saint Marcel d'Ardèche is een druipsteengrot gelegen bij Saint-Marcel-d'Ardèche in de Ardèche in Frankrijk, die behoort tot de langste van Europa. Het is tot op vandaag de langste van de Ardèche.
De grot bestaat uit een 46 km lang netwerk van onderaardse gangen, die op verschillende dieptes liggen en met elkaar in verbinding staan. De uitzonderlijke lengte van het onderaardse netwerk, de omvang van de zalen en de schoonheid van de kalkafzettingen maken deze grot tot een van de mooiste en bekendste van Europa. Deze grot heeft een constante temperatuur van 14 graden Celsius.

## Ontdekking
De natuurlijke ingang bevindt zich bij de rivier de Ardèche, onder een vooruitstekende rots. De rivier die deze grot uitgeslepen heeft bevindt zich 4 meter onder de Ardèche. De grot valt onder "Natuurmonumentenzorg" omdat er sporen van prehistorisch leven (van ongeveer 60.000 jaar voor Christus) zijn gevonden. De ingang werd in 1838 opnieuw ontdekt door een jager uit Aiguèze. In de 19e en het begin van de 20e eeuw werd de grot onder leiding van ervaren gidsen bezocht door speleologen en wetenschappers waaronder de Franse speleoloog Édouard-Alfred Martel, die beschouwd wordt als de grondlegger van de hedendaagse speleologie. Om de grot te kunnen bezichtigen moesten zij beschikken over ladders en primitieve uitrustingen.

## Openstelling
In 1989 werd de grot opengesteld voor het grote publiek. De natuurlijke ingang werd afgesloten en nu komen de bezoekers via een tunnel van 120 meter lengte bij het voor bezichtiging geschikt gemaakte deel van de grot. Het bezoek duur ongeveer een uur en de bezoekers kunnen genieten van een klank-en lichtspel in de verschillende zalen.

## Eerste zaal
De eerste zaal die bezocht wordt, kreeg de naam "de fontein van de Maagd". Deze bevat een kalksteenformatie in de vorm van opeengestapelde bloemkolen.
Vaak hoort men hier water sijpelen, vandaar de naam "fontein". Sommige speleologen vonden het lijken op een beeld van Maria met het kind Jezus en noemden deze afzetting "de Maagd". Aan de wand bevindt zich een kopie van een muurschildering van een koe en twee geiten, die dateert uit 20.000 v. Chr. Het origineel werd in 1963 ontdekt en bevindt zich in een galerij die voor publiek niet toegankelijk is.

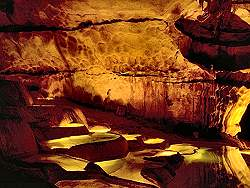
Waterbekkens of Gours met kleurrijke verlichting

## De waterbekkens of "Gours"
Het hoogtepunt van de rondleiding in de grot zijn de waterbekkens of "Gours", een soort bassins. Kalksteen en CO2-houdend water hebben zich afgezet over de hele breedte van de schuine randen in zeer fijne, opeenvolgende laagjes waardoor deze bassins werden gevormd. Deze formatie is uniek in Europa. Nergens anders is zo'n groot aantal waterbekkens te zien, die zulke gevarieerde vormen hebben, zo diep zijn en zich uitstrekken over zo'n groot oppervlak.

## De Kathedraal
Het bezoek eindigt bij de kathedraal. Deze zaal werd zo genoemd omdat de fijn uitgeslepen kalsteenformatie doet denken aan een tabernakel en aan de pijpen van een orgel. Al deze namen zijn gegeven door speleologen die de grotten bij zwak licht onderzochten.